# Samuel Ipoua
Samuel Ipoua Hamben (Douala, 1 de março de 1973) é um ex-futebolista camaronês que atuou pela Seleção Camaronesa de Futebol. Disputou a Copa do Mundo FIFA de 1998.